# Église Notre-Dame de Rocquigny
Pour les articles homonymes, voir Église Notre-Dame.
L'église Notre-Dame est une église située à Rocquigny, dans le département français du Pas-de-Calais en région Hauts-de-France.

## Localisation
L'église Notre-Dame est située sur la route départementale 20, Notre-Dame.

## Historique
L'architecte de l'église est Jean-Louis Sourdeau, les vitraux sont l’œuvre de Jean Gaudin et les mosaïques sont réalisées par les frères Mauméjean. L'église est construite en 1929. L'église dans sa totalité est classée au titre des monuments historiques le 7 septembre 2001.
En 2024, La Monnaie de Paris crée une pièce souvenir à l'effigie de l’église Notre-Dame de Rocquigny.

## Galerie: extérieur de l'église

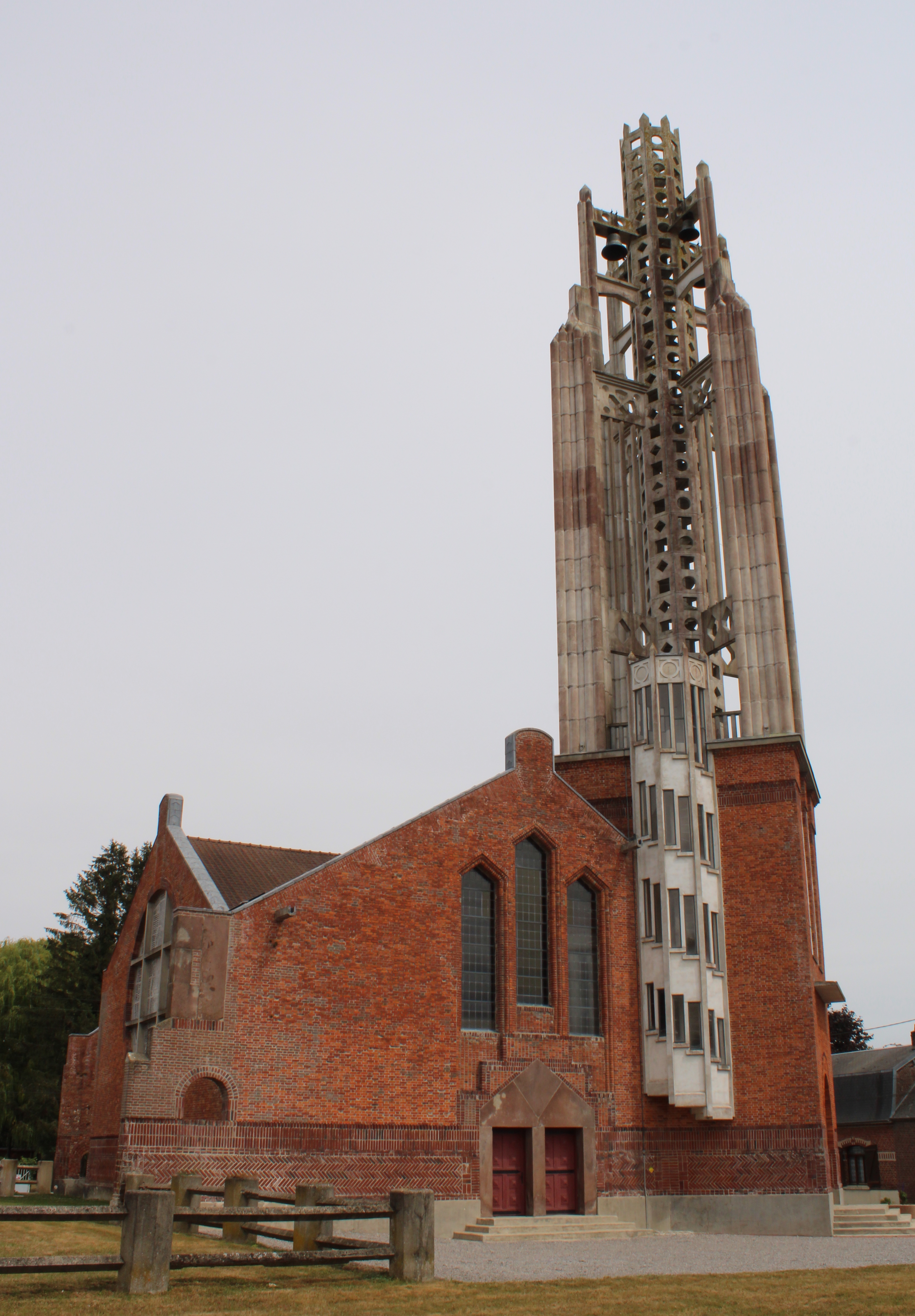
.
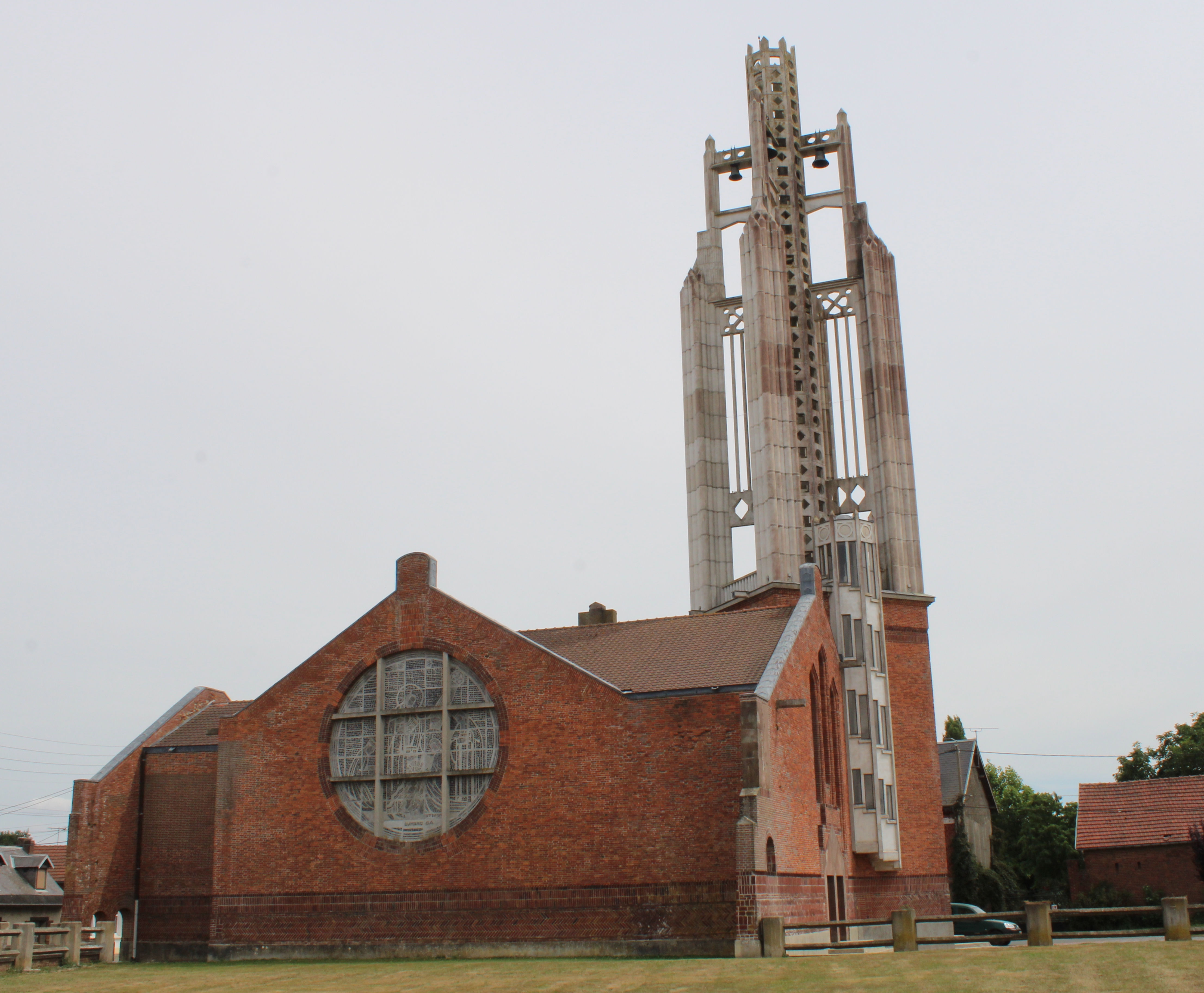
Vue du côté nord.
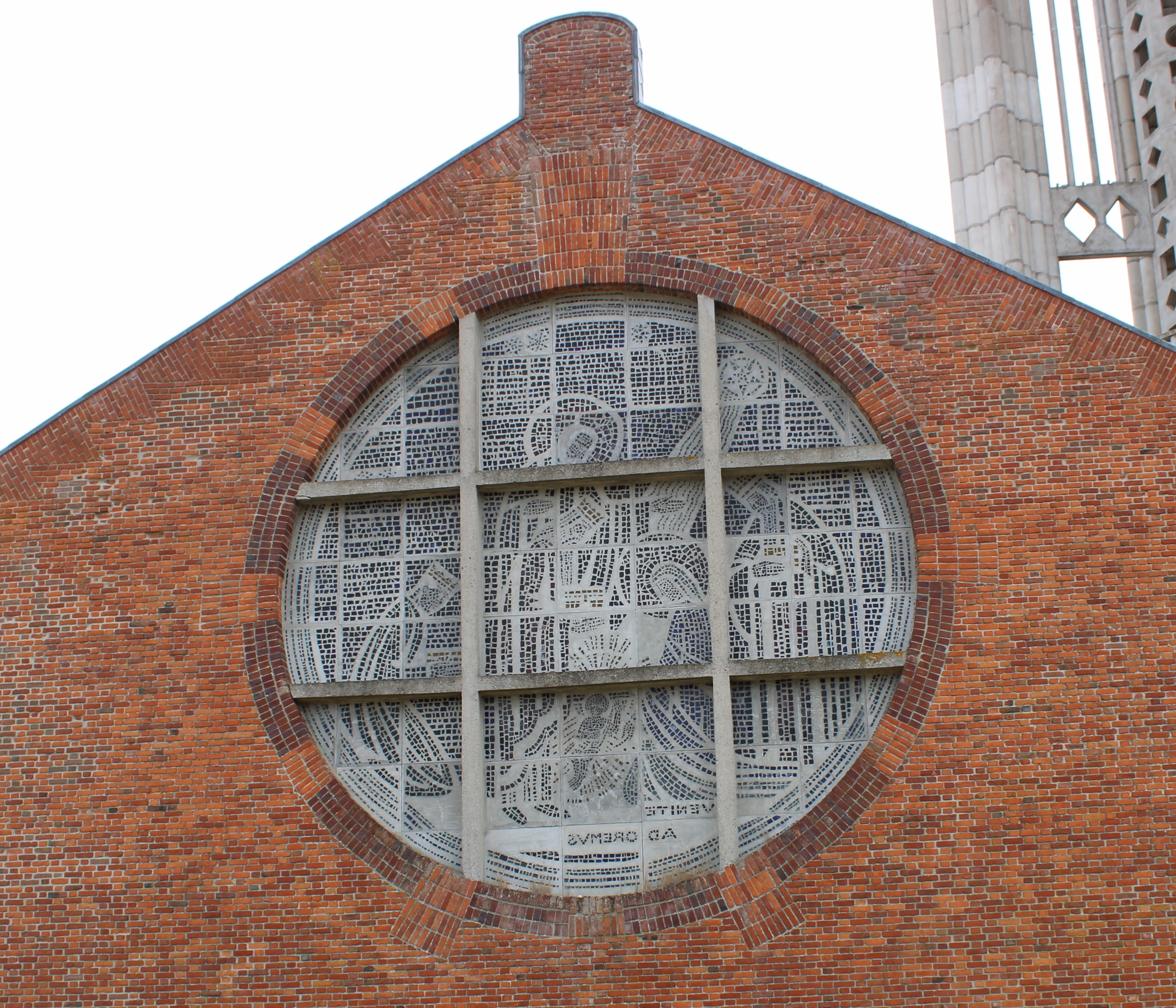
La mosaïque nord vue de l'extérieur.
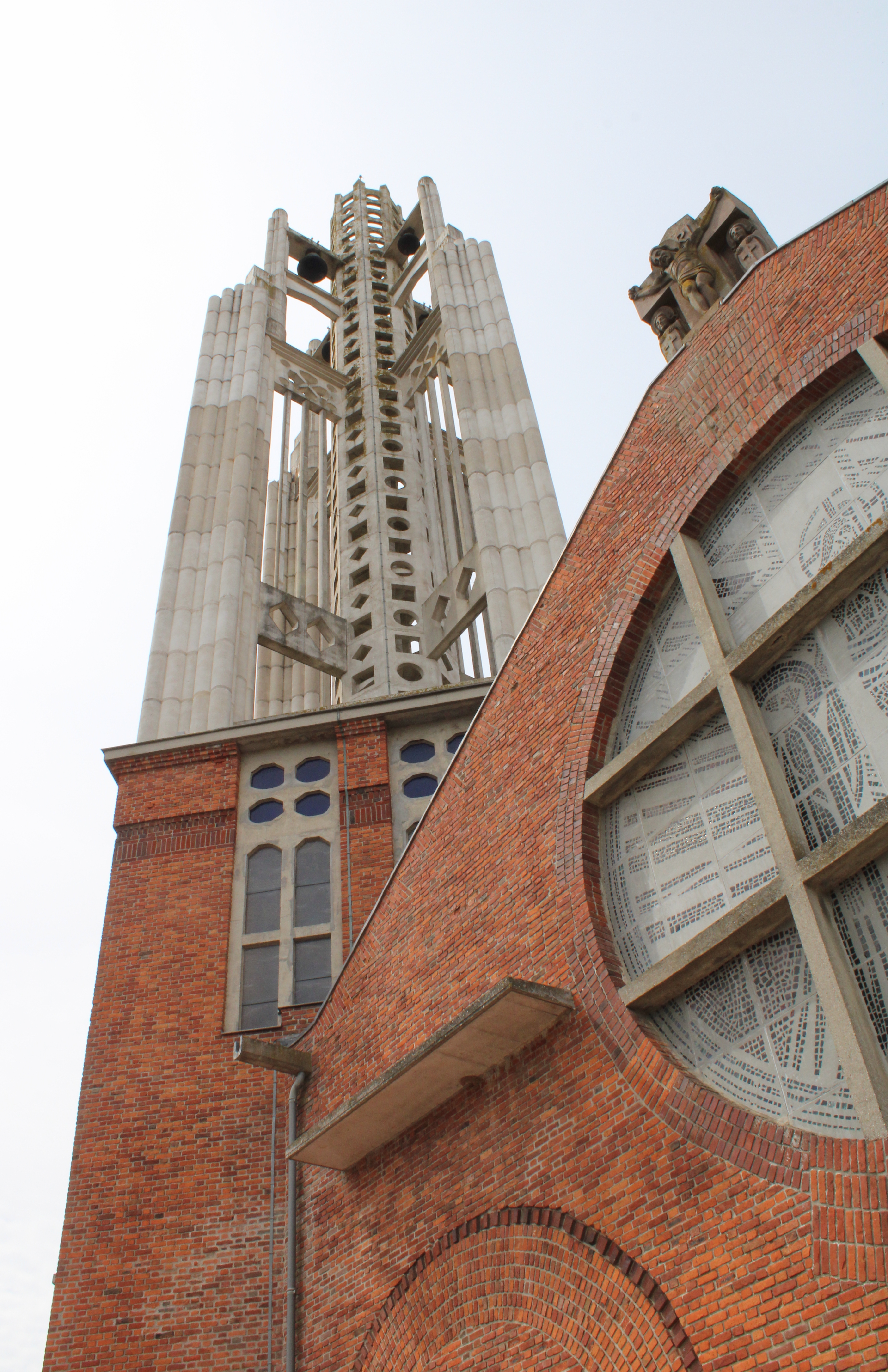
.
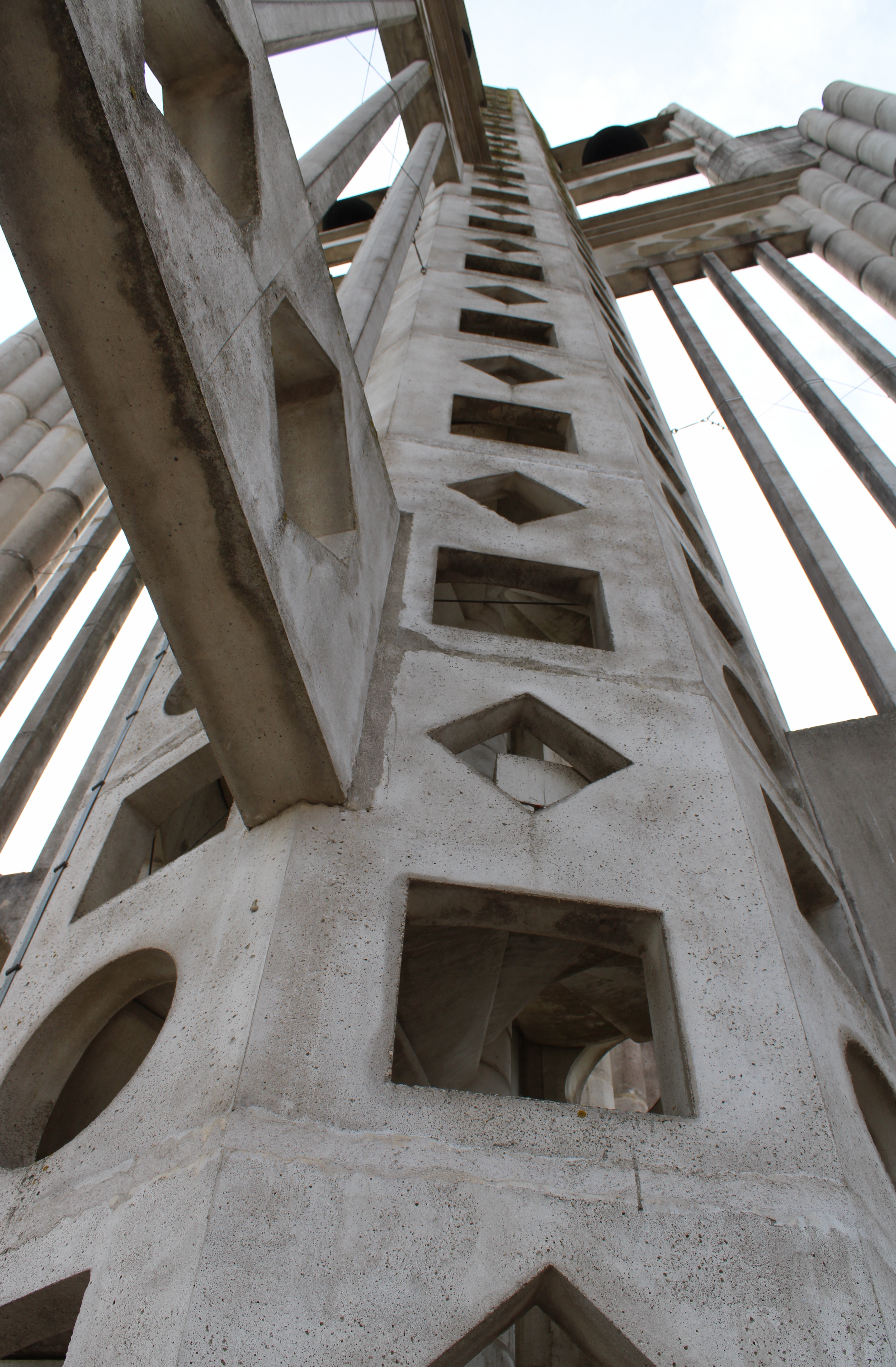
Vue de la structure du clocher.
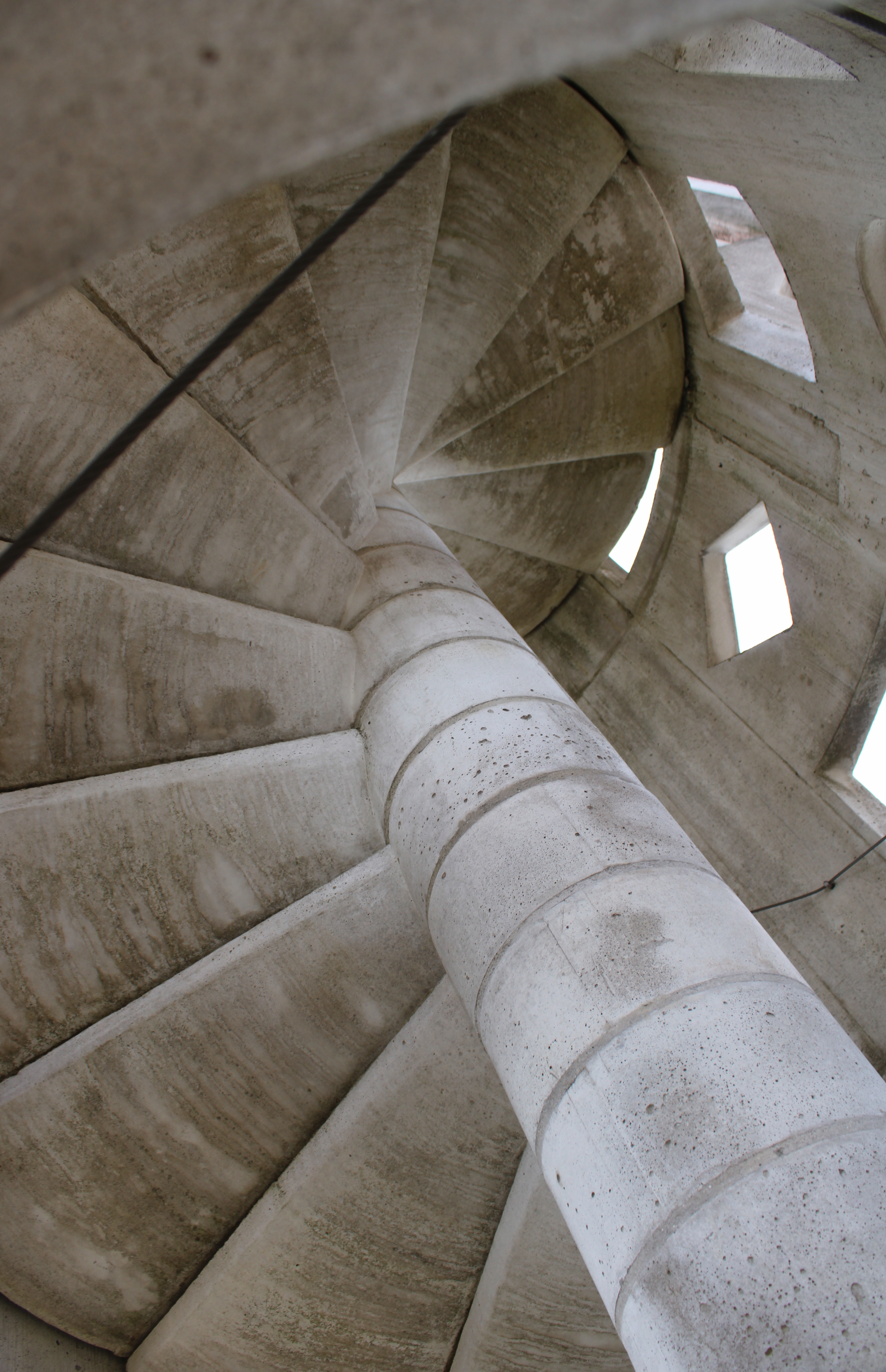
Vue de l'escalier en colimaçon qui mène au sommet du clocher.
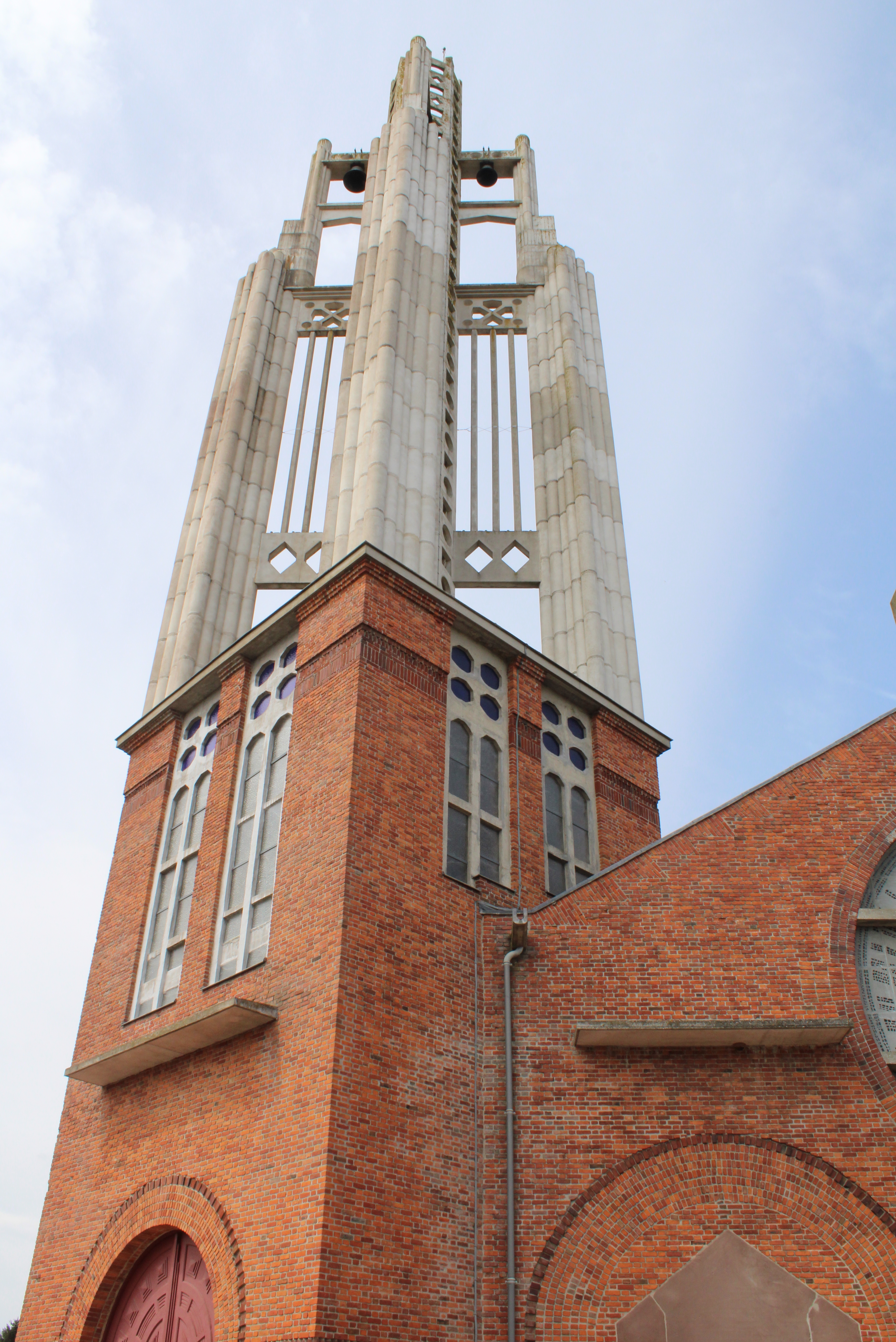
.

## Galerie: intérieur de l'église

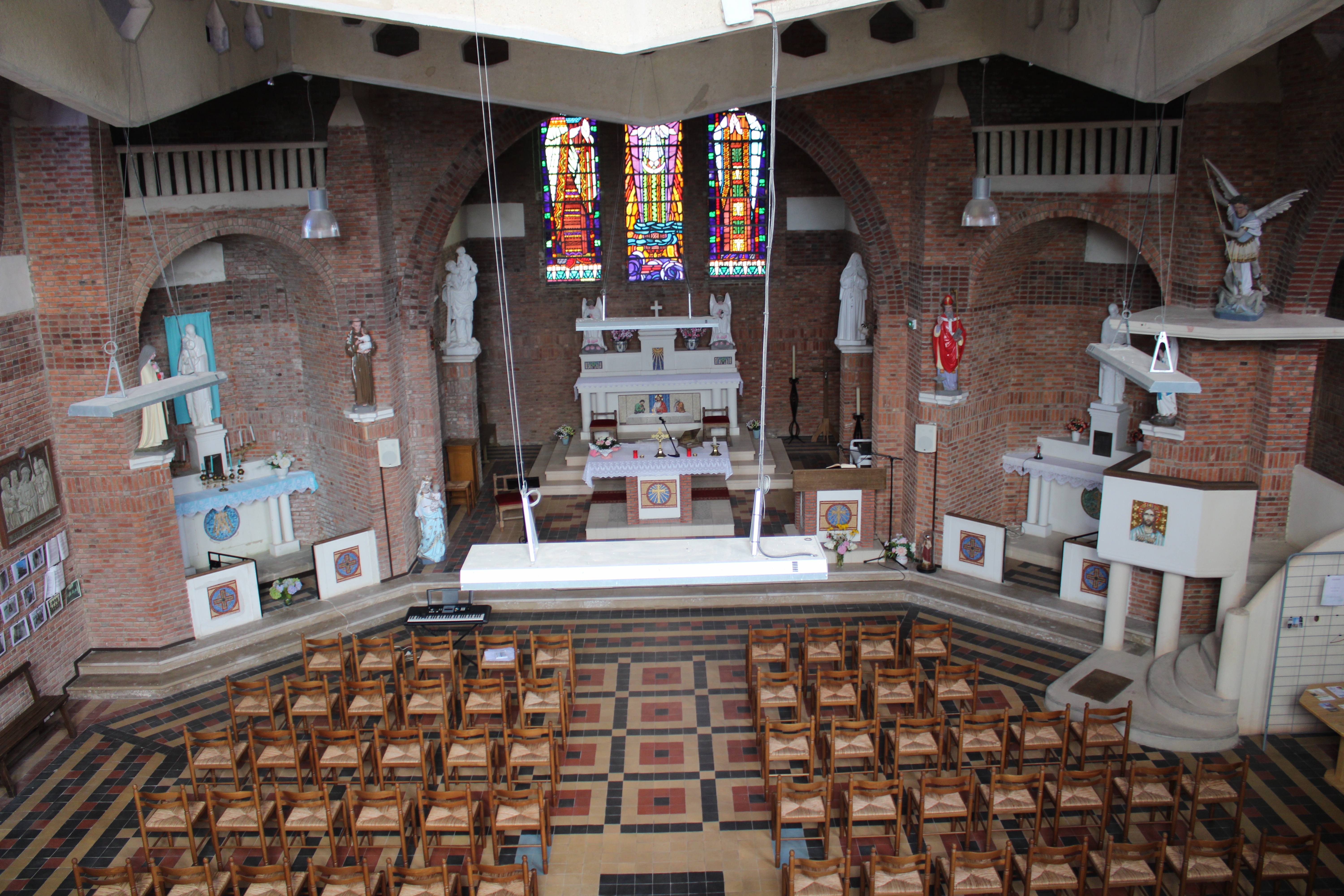
Vue de la nef depuis le balcon.
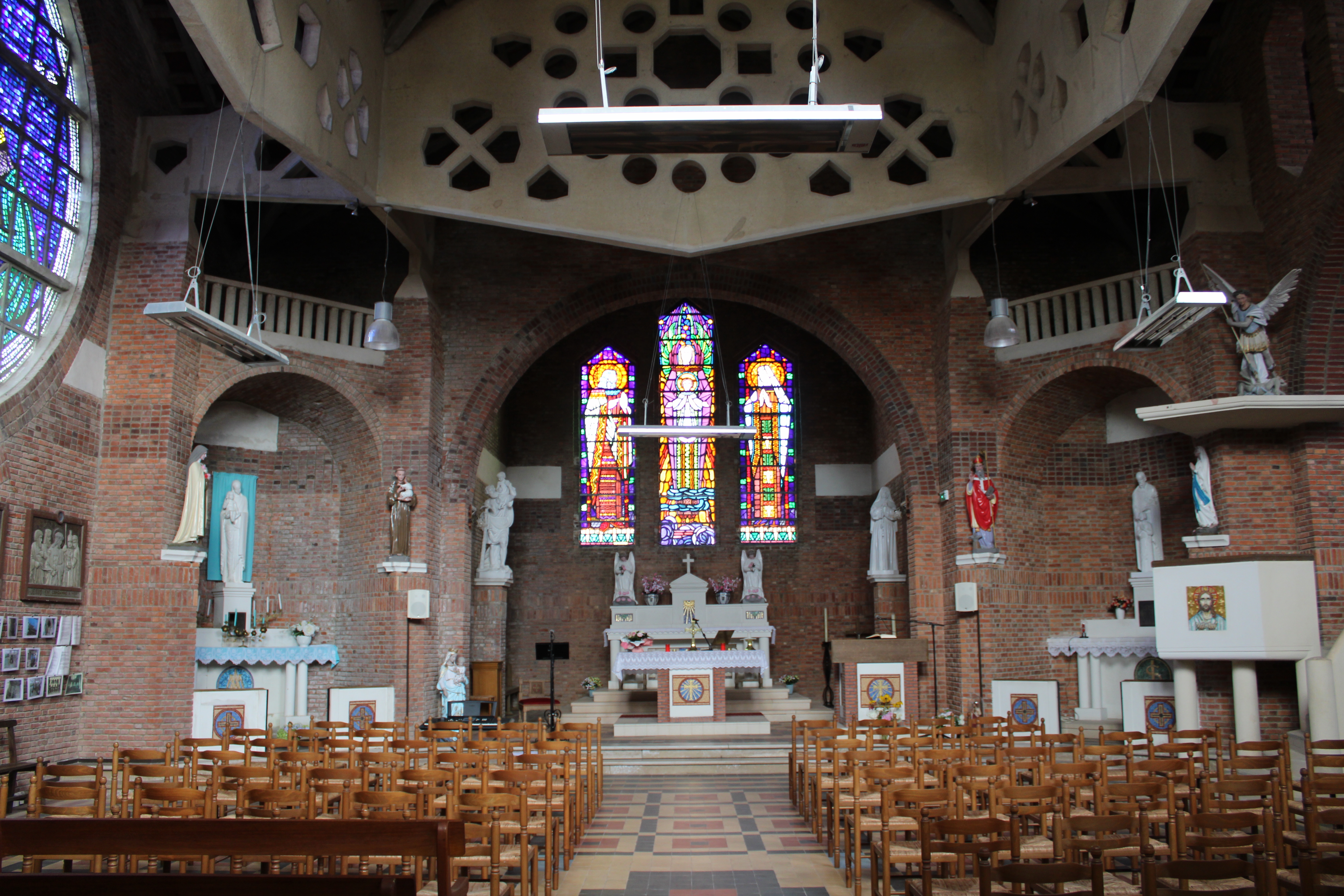
La nef.
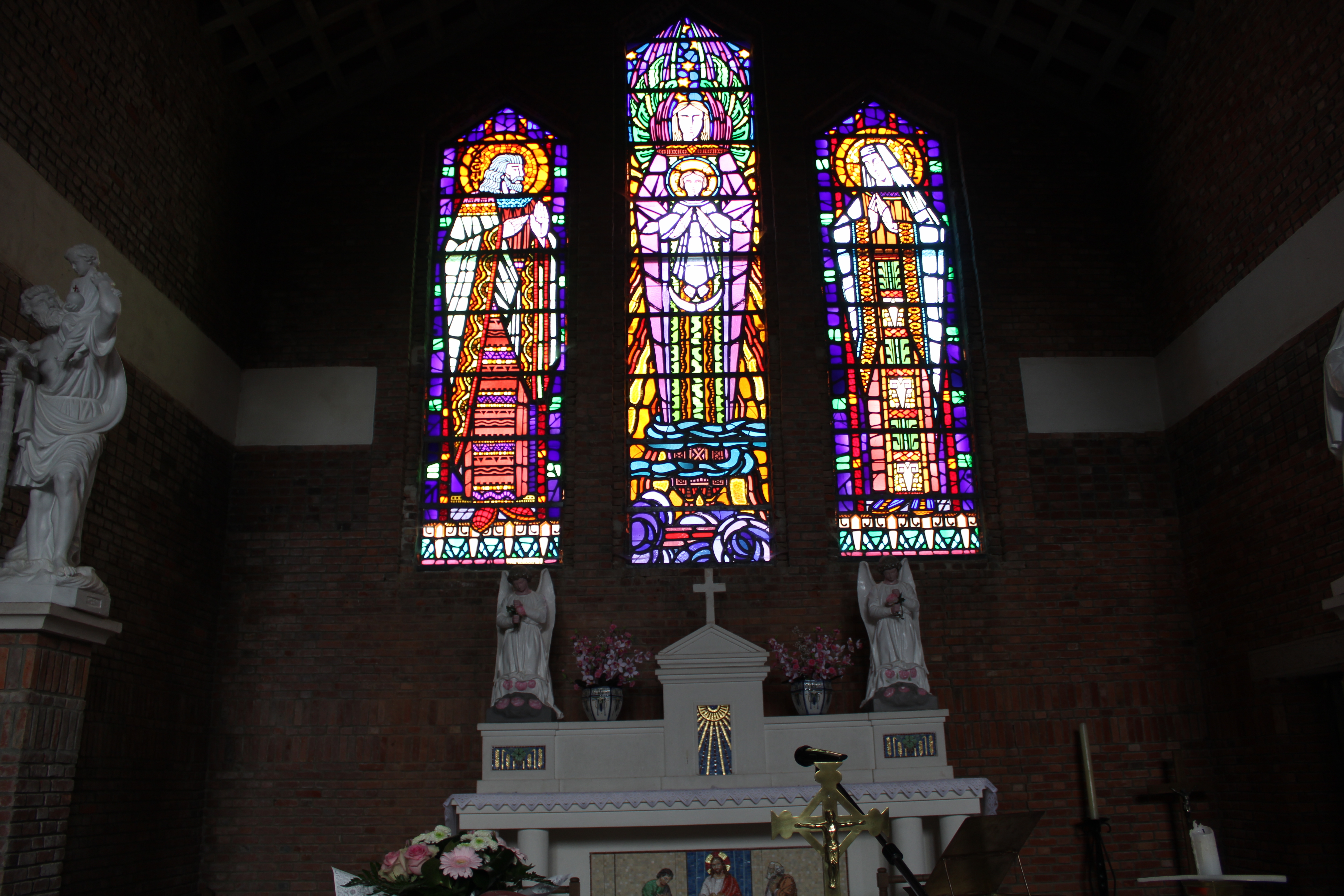
Les vitraux  du chœur.
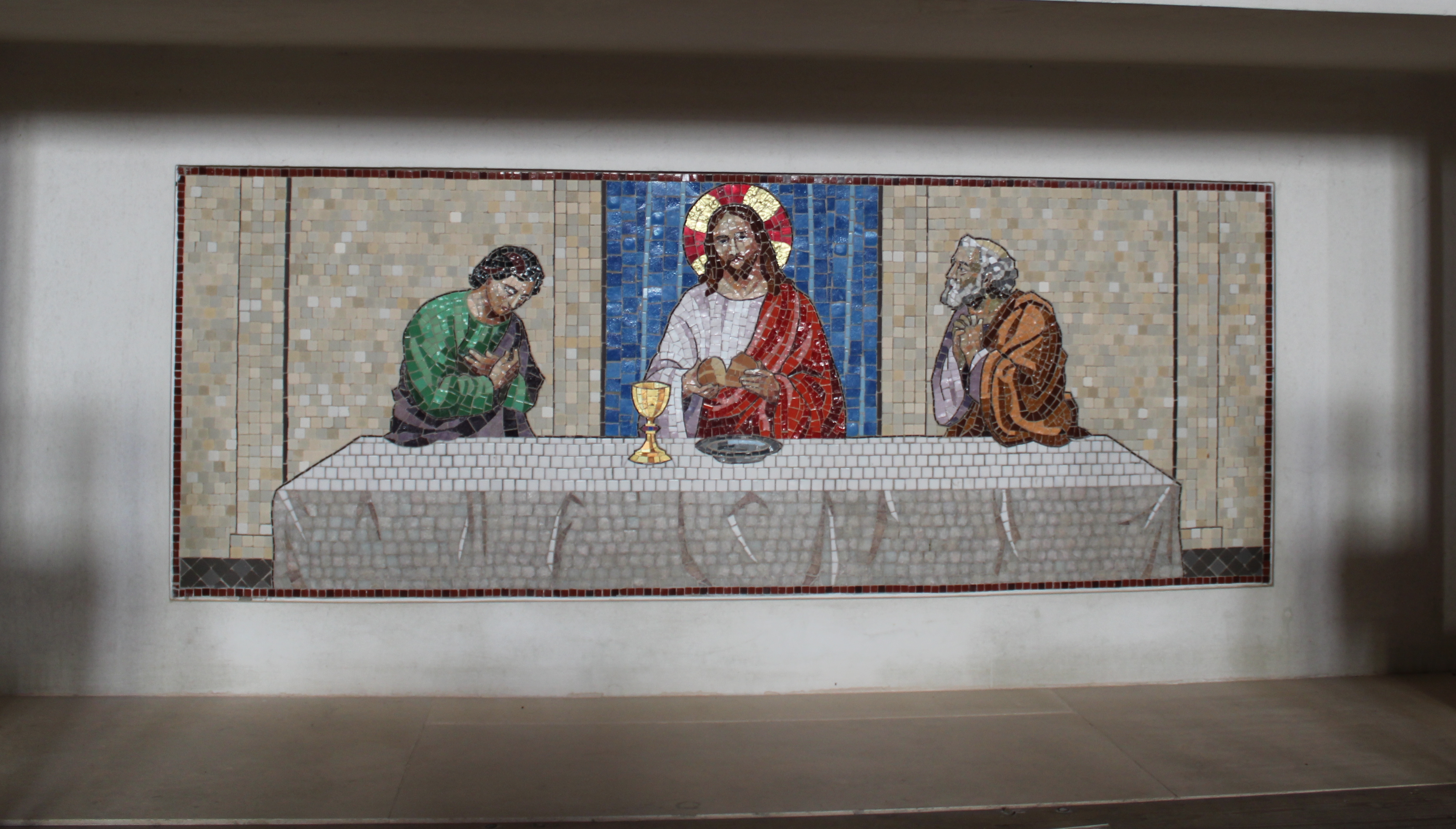
Mosaîque de l'autel.
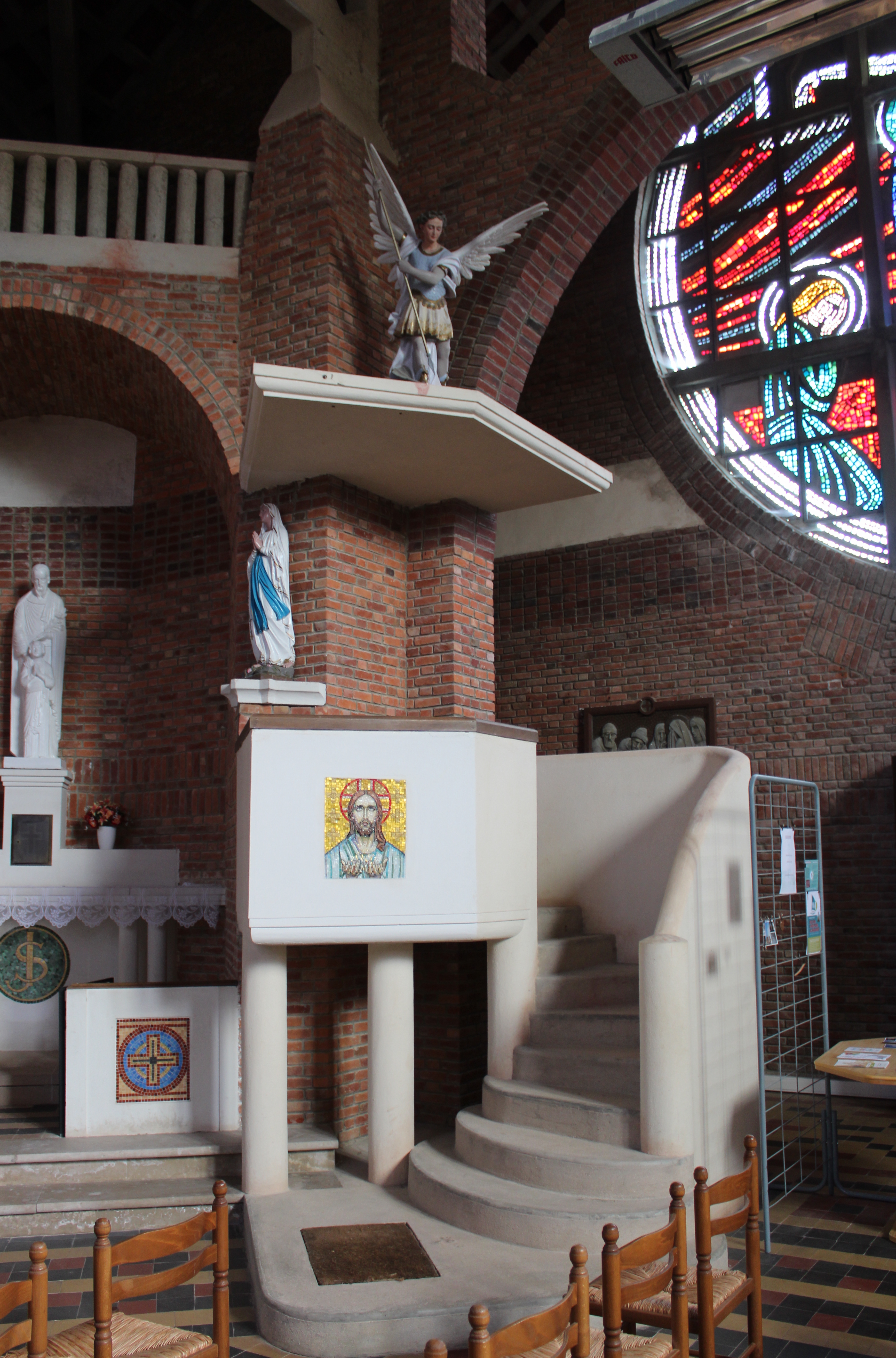
La chaire.
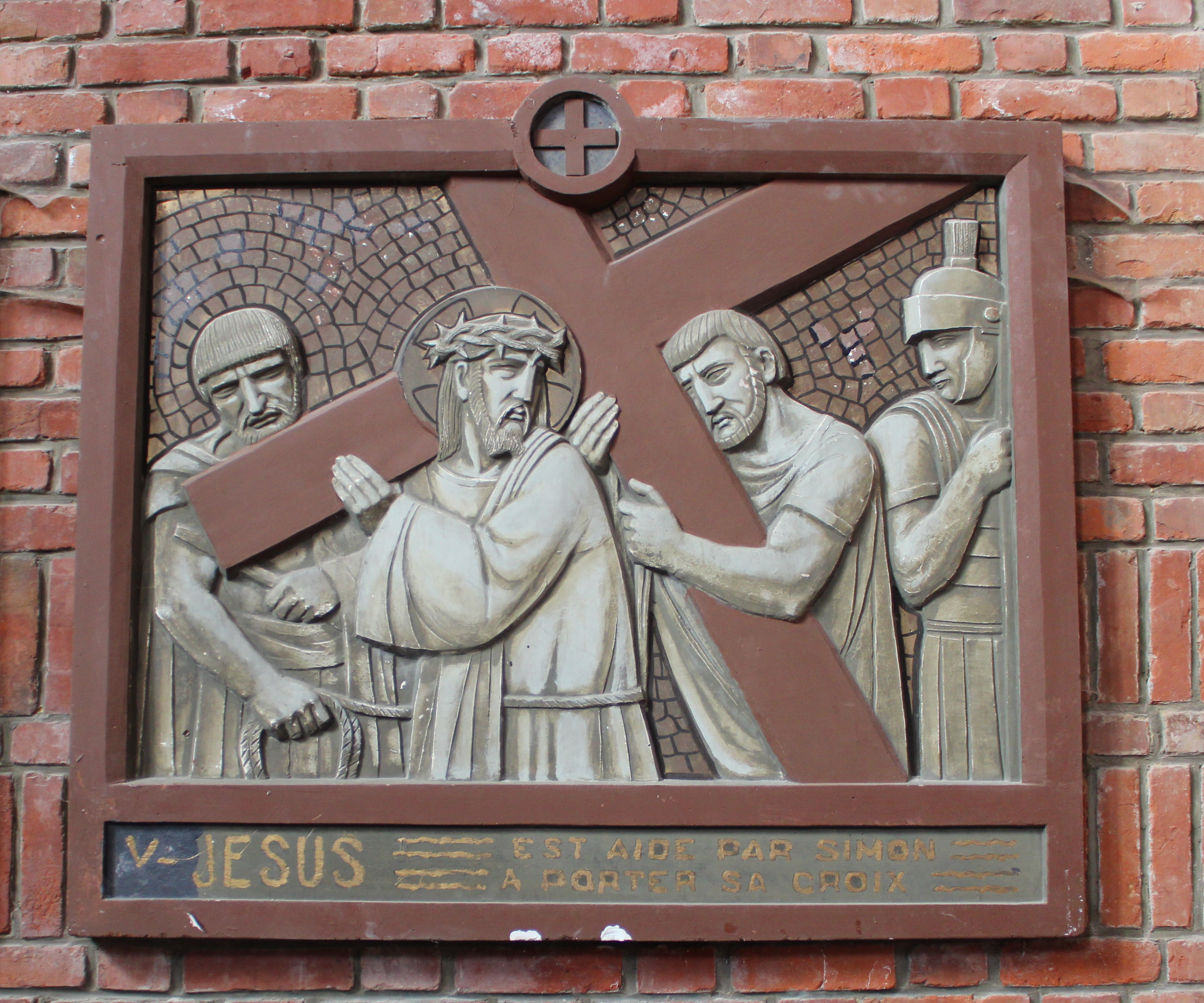
Chemin de croix: station V.
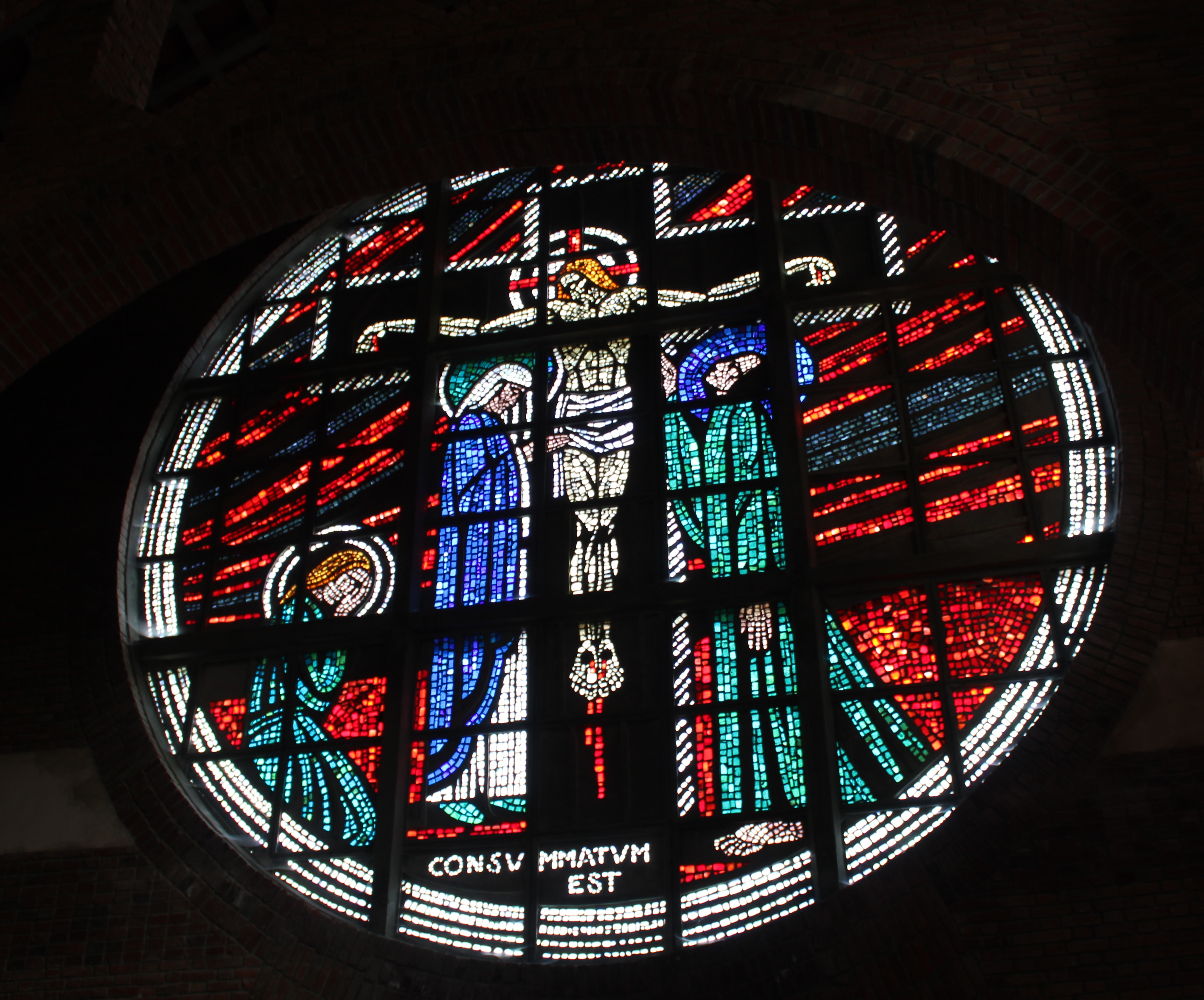
Grand vitrail circulaire côté sud.

### Vidéos
- Vidéo de l'intérieur de l'église.
- Vidéo de l'intérieur de l'église.